# Uzer (Ardèche)
Uzer é uma comuna francesa na região administrativa de Auvérnia-Ródano-Alpes, no departamento de Ardèche. Estende-se por uma área de 3,51 km². Em 2010 a comuna tinha 423 habitantes (densidade: 120,5 hab./km²).